# コミンフォルム
コミンフォルム（ロシア語: Коминформ, ラテン文字転写: Kominform, 英語: Cominform）、正式名称は共産党・労働者党情報局（Информационное бюро коммунистических и рабочих партий）は、1943年5月のコミンテルンの解散以来、初の公式な国際共産主義運動である。ソ連共産党の指導下にあり、1947年9月にソ連ら欧州9か国の共産党で「情報交換、活動調整のための連絡機関」として設立された。しかし、コミンフォルムとコミンテルンの両組織ともソ連共産党とソ連外交の補助機関であり、「ソ連への服従（スターリン主義の国際化）」を同組織における「プロレタリア国際主義」の規範としていた。そのため、スターリン死後に起きたフルシチョフによるスターリン批判の影響で1956年に解散。コミンフォルムにより第二次世界大戦後の世界秩序の変革（鉄のカーテンなど）が確認され、東側諸国が誕生した。

## 概要
1947年9月にポーランドのシュクラルスカ・ポレンバで、すでにソビエト連邦（ソ連）が支配している各国の共産党の指導者達が会議を行いコミンフォルムが設立された。
1943年に解散したコミンテルンの後身に相当し、コミンテルンが労働者の統一戦線樹立を目指したのに対して、コミンフォルムでは各国共産党の情報交換やソ連の指導の下で共産党間の活動を調整することが、主な目的とされた。また独自の新聞である『恒久平和のために人民民主主義のために!』を発行していた。
コミンフォルムの拠点は当初ユーゴスラビア連邦人民共和国の首都ベオグラードに設置されていたが、独自路線を採ろうとするチトーとスターリンの対立が深まり、1948年6月に組織からユーゴスラビアが追放されると、ルーマニアのブカレストへと移された。
設立前にはチェコスロバキア、ポーランド、ハンガリーはマーシャル・プランによる援助を受けたがったが、スターリンはソ連の勢力圏からの離脱は許さずマーシャル・プランに参加させなかった、それに代わりソ連の外相ヴャチェスラフ・モロトフがモロトフ・プランを提唱した。これはソ連による国際組織で、最終的に経済相互援助会議（COMECON）に発展した。
ソ連がコミンフォルム加盟政党への統制を強めるにつれて、1950年1月6日、機関紙『恒久平和のために、人民民主主義のために!』に発表した「日本の情勢について」で、米軍主体の占領軍を解放軍と規定して平和革命を掲げた日本共産党の路線を誤りと指摘した。この干渉のため日本共産党は所感派や国際派などに内部分裂し、更にその後、党の武装方針を定めた51年綱領が打ち出された。
コミンフォルムはソ連のユーゴスラビアとの和解、及びスターリンの死後のスターリン批判を受けて1956年に廃止された。

## 加盟政党
- ソビエト連邦共産党
- チェコスロバキア共産党
- ルーマニア労働者党
- ハンガリー勤労者党
- ポーランド統一労働者党
- ブルガリア共産党
- ユーゴスラビア共産主義者同盟（1948年追放）
- トリエステ自由地域共産党（英語版）
- フランス共産党
- イタリア共産党